# Близко к Лео
«Близко к Лео» (фр. Tout contre Léo) — французский телефильм 2002 года, поставленный Кристофом Оноре.

## Сюжет
В фильме мир показан глазами 10-летнего мальчика Марселя — младшего сына в семье, живущей в Кот-д’Армор. Однажды перед тем, как идти спать, он слышит семейный разговор на кухне, из которого следует, что один из трёх его старших братьев, Лео, вич-инфицирован. От Марселя это решают скрыть, решив, что он слишком мал для этого. Мальчик переживает из-за того, что ему не говорят правду, и боится даже представить себе, что будет, если Лео умрёт.
В один день Лео берёт Марселя с собой в Париж, сказав, что должен увидеть там своего друга…

## Выход в свет (Франция)
Во Франции фильм широко не показывался. Телеканал M6, который изначально должен был его транслировать, отказался это делать, потребовав, чтобы из фильма была вырезана гомосексуальная сцена. (В книге Оноре, по которой сделан фильм, об ориентации Лео прямо не говорится). В конце концов в 2004 году фильм вышел на DVD, а в сентябре 2006 года его показал основанный за два года до этого телеканал Pink TV.

## В ролях
| Актёр           | Роль    |
| --------------- | ------- |
| Янисс Леспер    | Марсель |
| Пьер Миньяр     | Лео     |
| Жереми Липпманн | Пьерро  |
| Родольф Поли    | Тристан |
| Мари Бюнель     | мать    |
| Доминик Гулд    | отец    |